# Ommata vitticollis
Ommata vitticollis là một loài bọ cánh cứng trong họ Cerambycidae.